# Карпен (Алба)
Карпен (рум. Carpen) — село у повіті Алба в Румунії. Входить до складу комуни Шпрінг.
Село розташоване на відстані 252 км на північний захід від Бухареста, 15 км на південний схід від Алба-Юлії, 90 км на південь від Клуж-Напоки.

## Населення
За даними перепису населення 2002 року у селі проживали 5 осіб, усі — румуни. Усі жителі села рідною мовою назвали румунську.